# Saison 2 de Hart of Dixie
Chronologie
Saison 1 Saison 3
Cet article présente les épisodes de la deuxième saison de la série télévisée américaine Hart of Dixie.

## Généralités
- La saison est composée de 22 épisodes[1].
- Elle est diffusée depuis le 2 octobre 2012 sur The CW.
- Au Canada, elle est diffusée en simultané sur CHCH-DT (Hamilton), CHEK-DT (Victoria) et CIIT-DT (Winnipeg).
- Au Québec, elle est diffusée depuis le 26 août 2013 sur Séries+.
- Elle est inédite dans tous les autres pays francophones.

## Synopsis
Une jeune médecin hérite d'un cabinet médical d'une petite ville du Sud des États-Unis habitée par d'extravagants personnages. Dès son arrivée, elle est courtisée par un pêcheur bad-boy qui lui dédie une chanson ainsi qu'un avocat de bonne famille.

## Distribution
- Rachel Bilson (V. F. : Séverine Cayron) : Dr Zoe Hart
- Jaime King (V. F. : Esther Aflalo) : Lemon Breeland
- Cress Williams (V. F. : Mathieu Moreau) : Lavon Hayes
- Wilson Bethel (V. F. : Pierre Lognay) : Wade Kinsella
- Tim Matheson (V. F. : Philippe Résimont) : Dr Brick Breeland
- Scott Porter (V. F. : Bruno Mullenaerts) : George Tucker

### Acteurs récurrents et invités
- Kaitlyn Black : Annabeth Nass
- Ross Philips : Tom Long
- Reginald VelJohnson : Dash DeWitt
- Brandi Burkhardt (en) : Crickett
- Claudia Lee (en) : Magnolia Breeland
- Mallory Moye : Wanda Lewis
- Esther Scott (en) : Delma Warner
- McKaley Miller : Rose Hattenbarger
- Armelia McQueen (en) : Shula Whitaker
- Mircea Monroe : Tansy Truitt
- Golden Brooks (en) : Ruby Jeffries[2] (épisodes 1 à 10)
- Charlie Robinson : Sgt. Jeffries, grand-père de Ruby[3] (épisodes 1, 2 et 7)
- Laura Bell Bundy : Shelby[4]
- Kelen Coleman (en) : Presley[5] (épisodes 5 et 6)
- McKayla Maroney : Tonya[6] (épisodes 7 et 13)
- Travis Van Winkle : Jonah Breeland, cousin de Lemon[7] (épisode 14)
- Debra Jo Rupp : Betsy Maynard, mère de Wanda[8] (épisode 16)
- Rob Huebel (en) : père de Max[9] (épisode 21)

## Épisodes

### Épisode 1: Le choix de Zoé (I Fall To Pieces)
- États-Unis : 2 octobre 2012 sur The CW[10]
- Québec : 26 août 2013 sur Séries+[11]
- France : sur June

- États-Unis : 1,53 million de téléspectateurs[12] (première diffusion)

- Golden Brooks (Ruby Jeffries)
- Charlie Robinson (Sergeant Jeffries)

### Épisode 2: Le triangle amoureux (Always On My Mind)
- États-Unis : 9 octobre 2012 sur The CW
- Québec : 2 septembre 2013 sur Séries+

- États-Unis : 1,19 million de téléspectateurs[13]

- McKaley Miller (Rose)
- Golden Brooks (Ruby Jeffries)
- Claudia Lee (Magnolia Breeland)
- Charlie Robinson (Sergeant Jeffries)

### Épisode 3: Ma contribution à ton bonheur (If It Makes You Happy)
- États-Unis : 16 octobre 2012 sur The CW
- Québec : 9 septembre 2013 sur Séries+

- États-Unis : 1,4 million de téléspectateurs[14]

- Laura Bell Bundy (Shelby)
- Golden Brooks (Ruby Jeffries)

### Épisode 4: Esprits méfiants (Suspicious Minds)
- États-Unis : 23 octobre 2012 sur The CW
- Québec : 16 septembre 2013 sur Séries+

- États-Unis : 1,32 million de téléspectateurs[15]

- Golden Brooks (Ruby Jeffries)
- Claudia Lee (Magnolia Breeland)
- Laura Bell Bundy (Shelby)

### Épisode 5: Promenades après minuit (Walkin' After Midnight)
- États-Unis : 30 octobre 2012 sur The CW
- Québec : 23 septembre 2013 sur Séries+

- États-Unis : 1,41 million de téléspectateurs[16]

- Kelen Coleman (Presley)
- Golden Brooks (Ruby Jeffries)
- Kaitlyn Black (AnnaBeth)

Zoe se rend compte qu'il y a quelqu'un qui dort chez elle lorsqu'elle n'est pas là et décide donc d'installer une caméra dans sa maison afin de découvrir qui est cette personne. Il s'avère que c'est George, en effet, il souffre de somnambulisme. Du coup la nuit suivante Zoe décide de passer sa soirée à le surveiller, ce qui attire la jalousie de Wade. Wade finit par se rendre sur le boathouse et fait tomber George dans l'eau alors qu'il est endormi car il était sur le point d'embrasser Zoe. Zoe finit par avouer à George qu'elle a quelqu'un et lui demande d'aller de l'avant.

### Épisode 6: Sur le fil du rasoir (I Walk the Line)
- États-Unis : 13 novembre 2012 sur The CW
- Québec : 30 septembre 2013 sur Séries+

- États-Unis : 1,62 million de téléspectateurs[17]

- Kelen Coleman (Presley)
- Golden Brooks (Ruby Jeffries)
- Mircea Monroe (Tansy)
- Claudia Lee (Magnolia Breeland)

### Épisode 7: Ne t'attache pas trop à moi (Baby Don't Get Hooked On Me)
- États-Unis : 20 novembre 2012 sur The CW
- Québec : 7 octobre 2013 sur Séries+

- États-Unis : 1,23 million de téléspectateurs[18]

- McKayla Maroney (Tonya)
- Nicholas Podany (Max)
- McKaley Miller (Rose)
- Kaitlyn Black (AnnaBeth)
- Golden Brooks (Ruby Jeffries)
- Charlie Robinson (Sergeant Jeffries)

### Épisode 8: Peines de cœur (Achy Breaky Hearts)
- États-Unis : 27 novembre 2012 sur The CW
- Québec : 14 octobre 2013 sur Séries+

- États-Unis : 1,39 million de téléspectateurs[19]

- Golden Brooks (Ruby Jeffries)
- Mary Page Keller (Emily)

### Épisode 9: La vente aux enchères (Sparks Fly)
- États-Unis : 4 décembre 2012 sur The CW
- Québec : 21 octobre 2013 sur Séries+

- États-Unis : 1,6 million de téléspectateurs[20]

- Golden Brooks (Ruby Jeffries)
- Mircea Monroe (Tansy)
- Laura Bell Bundy (Shelby)

### Épisode 10: Le blues de noël (Blue Christmas)
- États-Unis : 11 décembre 2012 sur The CW
- Québec : 28 octobre 2013 sur Séries+

- États-Unis : 1,41 million de téléspectateurs[21]

- Christopher Curry (en) (père de Wade)
- Golden Brooks (Ruby Jeffries)
- Mircea Monroe (Tansy)
- JoBeth Williams (Candice Hart)
- Laura Bell Bundy (Shelby)

### Épisode 11: Les jours des pionniers (Old Alabama)
- États-Unis : 15 janvier 2013 sur The CW
- Québec : 4 novembre 2013 sur Séries+

- États-Unis : 1,37 million de téléspectateurs[22]

- Laura Bell Bundy (Shelby)

### Épisode 12: La mère à la barre (Islands In the Stream)
- États-Unis : 22 janvier 2013 sur The CW
- Québec : 11 novembre 2013 sur Séries+

- États-Unis : 1,45 million de téléspectateurs[23]

- Mircea Monroe (Tansy)
- Kaitlyn Black (AnnaBeth)

### Épisode 13: La maladie d'amour (Lovesick Blues)
- États-Unis : 29 janvier 2013 sur The CW
- Québec : 18 novembre 2013 sur Séries+

- États-Unis : 1,32 million de téléspectateurs[24]

- Rich McDonald (Walt)

### Épisode 14: Surprise (Take Me Home, Country Roads)
- États-Unis : 5 février 2013 sur The CW
- Québec : 25 novembre 2013 sur Séries+

- États-Unis : 1,44 million de téléspectateurs[25]

- Mircea Monroe (Tansy)
- Travis Van Winkle (Jonah Breeland)
- Laura Bell Bundy (Shelby)
- Claudia Lee (Magnolia Breeland)

### Épisode 15: Pari sur l'avenir (The Gambler)
- États-Unis :  19 février 2013 sur The CW
- Québec : 2 décembre 2013 sur Séries+

- États-Unis : 1,37 million de téléspectateurs[26]

- Claudia Lee (Magnolia Breeland)
- Ross Philips (Tom Long)

### Épisode 16: Là où mes pas me mènent (Where I Lead Me)
- États-Unis : 26 février 2013 sur The CW
- Québec :9 décembre 2013  sur Séries+

- États-Unis : 1,38 million de téléspectateurs[27]

- Mallory Moye (Wanda Lewis)
- Ross Philips (Tom Long)
- Debra Jo Rupp (Betsy Maynard)

C'est le mariage de Wanda et Tom. Zoé et Wade sont respectivement demoiselle d'honneur et témoin. 

### Épisode 17: Une faute impardonnable (We Are Never Ever Getting Back Together)
- États-Unis :  5 mars 2013 sur The CW
- Québec : 16 décembre 2013 sur Séries+

- États-Unis : 1,5 million de téléspectateurs[28]

- McKaley Miller (Rose)
- McKayla Maroney (Tonya)
- Laura Bell Bundy (Shelby)

### Épisode 18: Et si on faisait la fête? (Why Don't We Get Drunk?)
- États-Unis :  9 avril 2013 sur The CW
- Québec :23 décembre 2013 sur Séries+

- États-Unis : 1,2 million de téléspectateurs[29]

- Golden Brooks (Ruby Jeffries)
- Travis Van Winkle (Jonah Breeland)

C'est le Spring Break à Bluebell ! Jonah essaie de convaincre Zoe d'y aller avec lui afin d'oublier un peu sa rupture avec Wade, mais cela n'est pas du goût de George qui n'aime pas du tout Jonah. 

### Épisode 19: Le baiser (This Kiss)
- États-Unis :  16 avril 2013 sur The CW
- Québec :30 décembre 2013 sur Séries+

- États-Unis : 1,3 million de téléspectateurs[30]

### Épisode 20: Si demain n'arrivait jamais (If Tomorrow Never Comes)
- États-Unis : 23 avril 2013 sur The CW
- Québec : 6 janvier 2014 sur Séries+

- États-Unis : 1,1 million de téléspectateurs[31]

- Travis Van Winkle (Jonah Breeland)
- Kaitlyn Black (AnnaBeth)
- Mircea Monroe (Tansy)

### Épisode 21: Le bal de promo pour tous (I'm Moving On)
- États-Unis : 30 avril 2013 sur The CW
- Québec : 13 janvier 2014 sur Séries+

- États-Unis : 1,2 million de téléspectateurs[32]

- Rob Huebel (père de Max)
- McKaley Miller (Rose)
- Nicholas Podany (Max)
- Mircea Monroe (Tansy)
- Laura Bell Bundy (Shelby)
- Kaitlyn Black (AnnaBeth)

### Épisode 22: Sur la route (On the Road Again)
- États-Unis : 7 mai 2013 sur The CW[33]
- Québec : 20 janvier 2014 sur Séries+

- États-Unis : 1,19 million de téléspectateurs[34]

- Gloriana (invité musical)
- Amy Ferguson (Lily Anne)